# Titularbistum Abydus
Abydus (ital.: Abido) ist ein Titularbistum der römisch-katholischen Kirche.
Es geht zurück auf einen untergegangenen Bischofssitz in der antiken Stadt Abydos, die in der römischen Provinz Asia bzw. Hellespontus auf der asiatischen Seite der Dardanellen lag. Der Bischofssitz war der Kirchenprovinz Cyzicus zugeordnet.
| Nr. | Name                          | Amt | von                | bis                |
| --- | ----------------------------- | --- | ------------------ | ------------------ |
| 1   | Maximos III. Michel Mazloum   | | 17. Dezember 1816  | 29. April 1817     |
| 2   | Jean-Pierre Losana            | | 19. Januar 1827    | 30. September 1833 |
| 3   | Francis George Mostyn         | Apostolischer Vikar von Northern District (Großbritannien)                                                 | 22. September 1840 | 11. August 1847    |
| 4   | Jean-Baptiste Anouilh CM      | Apostolischer Koadjutorvikar von Peking Apostolischer Vikar von Südwest-Hebei (China)                      | 28. April 1848     | 18. Februar 1869   |
| 5   | Luis Bruschetti               | emeritierter Bischof von San José de Costa Rica (Costa Rica)                                               | 1880               | 1881               |
| 6   | Peter Caprotti PIME           | Apostolischer Vikar von Hyderabad (Indien)                                                                 | 28. Februar 1882   | 1. September 1886  |
| 7   | Julien Vidal SM               | Apostolischer Vikar der Fidschi-Inseln (Fidschi) Apostolischer Präfekt der Südlichen Salomonen (Salomonen) | 13. Mai 1887       | 2. April 1922      |
| 8   | Etienne Irénée Faugier        | Weihbischof in Lyon-Vienne (Frankreich)                                                                    | 19. Juni 1922      | 4. Juni 1928       |
| 9   | Basile Vladimir Ladyka OSBM   | Apostolischer Exarch von Kanada (Kanada)                                                                   | 20. Mai 1929       | 21. Juni 1948      |
| 10  | Lancelot John Goody           | Weihbischof in Perth (Australien)                                                                          | 2. August 1951     | 12. November 1954  |
| 11  | Julio Benigno Laschi González | Weihbischof in Concepción y Chaco Weihbischof in Asunción (Paraguay)                                       | 23. März 1955      | 19. Mai 1969       |
| 12  | Joseph Pallikaparampil        | Weihbischof in Palai (Indien)                                                                              | 16. Juni 1973      | 6. Februar 1981    |
| 13  | Jacob Manathodath             | Weihbischof in Ernakulam (Indien)                                                                          | 6. September 1992  | 11. November 1996  |
| 14  | Michel Abrass BA              | Weihbischof im Melkitischen griechisch-katholischen Patriarchat von Antiochien (Syrien)                    | 17. Oktober 2006   | 11. November 2006  |